# Сенчанська сотня

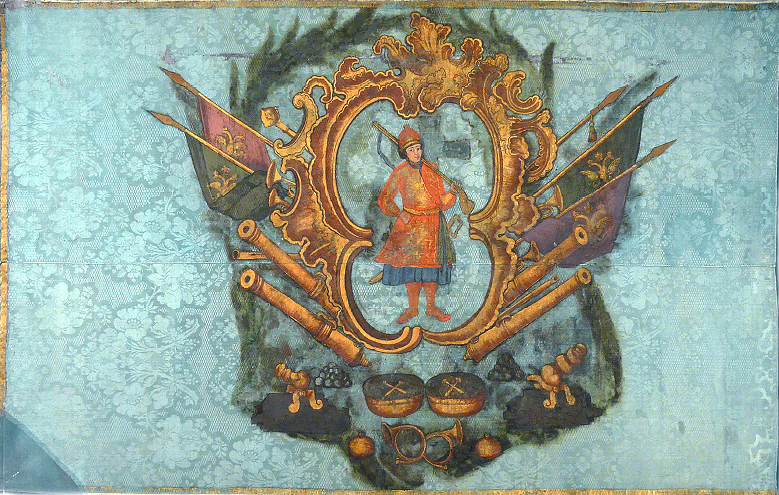
Прапор Сенчанської сотні Лубенського полку

Сенчанська або Сенецька сотня — адміністративно-територіальна та військова одиниця на Гетьманщині у складі Лубенського полку. Створена 1648, ліквідована 1782. Сотенний центр містечко Сенча, сьогодні — село Сенча Лохвицького району Полтавської області.
З часів гетьманування Кирила Розумовського розділена на дві адміністративні сотні — Первосенчанську та Другосенчанську.

## Історія
Сформувалася у кінці 1648 р. у складі Лубенського полку по річці Сула. Після його ліквідації за Зборівською угодою у жовтні 1649 р. включена до Миргородського полку і була його адміністративною одиницею до жовтня 1658 p., коли реформою І. Виговського повернута у склад Лубенського полку. Відтак була під юрисдикцією останнього у 1658–1782 pp.
Протягом 1764–1782 pp. складалася з двох сотень.
Анексована через незаконний указ Московської держави про запровадження намісництв на території Гетьманщини. Територія сотні включили до Лубенського повіту Київського намісництва Російської імперії.
Сотенний центр: містечко Сенча, сьогодні — село Сенча Лохвицького району Полтавської області.
Сотники: Шипало Михайло (1649). Сулимовський Кирило (1661). Дубовик [Дубов'яченко] Михайло (1672). Залеський Павло (1677). Слюз Василь (1679). Криштопович Сергій (1680—1682). Слюз Леонтій Васильович (1685—1695). Величковський Осип Андрійович (1700). Криштопович Кирило [Кирик] (1710—1714). Корсун Степан Григорович (1716). Милорадович Степан Михайлович (1717). Криштопович Кирило (1717—1723). Максимович Семен (1723). Слюз Семен (1724, н.). Криштопович Кирило (1725). Криштопович Іван (1725, н.; 1727—1757). Криштопович Тимофій (1757—1772). Криштопович Пилип (1-ї сотні, 1772—1782). Слюз Павло (2-ї сотні, 1771—1782).
Населені пункти: Бодаква, село; Васильки, село; Яблунівка, село; Ждани, село; Ломаки, село; Лучки, село; Сенча, хутір; Скоробагатьки, село; Слобідка Корсуна Григорія, військового товариша; Старий хутір; Хатці, село; Христанівка, село; Хрулі, село; Юсківці, село.
Хутори: Корсуна Григорія, військового товариша; Коршунової, дружини Івана Корсуна, Слюзової Тетяни; Часника, компанійського полковника.
По Рум'янцевській ревізії 1765–1769 pp. до першої Сенчанської сотні записані містечко Сенча і село Бодаква; до другої Сенчанської сотні — села Яблунівка та Засулля.